# Тім Браун
Тім Браун (англ. Tim Brown, * 6 березня 1981, Конглетон, Англія) — новозеландський футболіст, півзахисник «Веллінгтон Фенікс» та національної збірної Нової Зеландії.

## Клубна кар'єра
Тім Браун виступав у команді новозеландського університету та місцевої команди, в якому навчався, згодом переїхав до Америки та почав виступати в американських соккер-лігах за команди  «Університет Цинцинаті», «Річмонд Кікерз». Але в 2006 році повернувся додому й був запрошений до австралійської команди «Нюкасл Джетс», а згодом повернувся до Веллінгтона де й надалі виступає за «Веллінгтон Фенікс».  Учасник фінальної частини 19-го Чемпіонату світу з футболу 2010 в Південно-Африканський Республіці.

## Титули і досягнення
- Володар Кубка націй ОФК: 2008
- Бронзовий призер Кубка націй ОФК: 2004